# Kleingöpfritz
Kleingöpfritz ist eine Ortschaft und eine Katastralgemeinde der Gemeinde Pfaffenschlag bei Waidhofen a.d.Thaya im Bezirk Waidhofen an der Thaya im niederösterreichischen Waldviertel mit 105 Einwohnern (Stand 1. Jänner 2024).

## Geografie
Die Landesstraßen L8122 und L8137 kreuzen sich in der Ortsmitte von Kleingöpfritz; an der Kreuzung steht auch die Kapelle. Das Dorf entwässert in den Winkelbach, einen Vorfluter der Thaya. Am 1. April 2020 umfasste die Ortschaft 54 Adressen.

## Geschichte
Im Jahr 1822 wurde der Ort als Dorf mit 40 Häusern genannt, das nach Thaya eingepfarrt war, wohin auch die Kinder eingeschult wurden. Die Herrschaft Waidhofen an der Thaya besaß die Ortsobrigkeit, übte die Landgerichtsbarkeit aus und besorgte die Konskription. Die Untertanen und Grundholde des Ortes gehörten den Herrschaften Waidhofen und Pfarre Raabs.
Laut Adressbuch von Österreich waren im Jahr 1938 in der Ortsgemeinde Kleingöpfritz ein Dachdecker, ein Fleischer, zwei Gastwirte, ein Gemischtwarenhändler, ein Landesproduktehändler, ein Schmied, ein Schneider und eine Schneiderin, zwei Schuster, ein Tischler, zwei Viehhändler und zahlreiche Landwirte ansässig. Zudem gab es etwas außerhalb des Ortes eine Ziegelei. Am 1. Jänner 1971 wurden die ehemals selbständigen Gemeinden Großeberharts und Kleingöpfritz mit Pfaffenschlag fusioniert.

## Siedlungsentwicklung
Zum Jahreswechsel 1979/1980 befanden sich in der Katastralgemeinde Kleingöpfritz insgesamt 70 Bauflächen mit 34.193 m² und 60 Gärten auf 29.513 m², 1989/1990 gab es 72 Bauflächen. 1999/2000 war die Zahl der Bauflächen auf 152 angewachsen und 2009/2010 bestanden 62 Gebäude auf 129 Bauflächen.

## Bodennutzung
Die Katastralgemeinde ist landwirtschaftlich geprägt. 374 Hektar wurden zum Jahreswechsel 1979/1980 landwirtschaftlich genutzt und 148 Hektar waren forstwirtschaftlich geführte Waldflächen. 1999/2000 wurde auf 364 Hektar Landwirtschaft betrieben und 161 Hektar waren als forstwirtschaftlich genutzte Flächen ausgewiesen. Ende 2018 waren 356 Hektar als landwirtschaftliche Flächen genutzt und Forstwirtschaft wurde auf 160 Hektar betrieben. Die durchschnittliche Bodenklimazahl von Kleingöpfritz beträgt 37,2 (Stand 2010).